# Philip-Johnson-Haus
Koordinaten: 52° 30′ 32,6″ N, 13° 23′ 21,4″ O

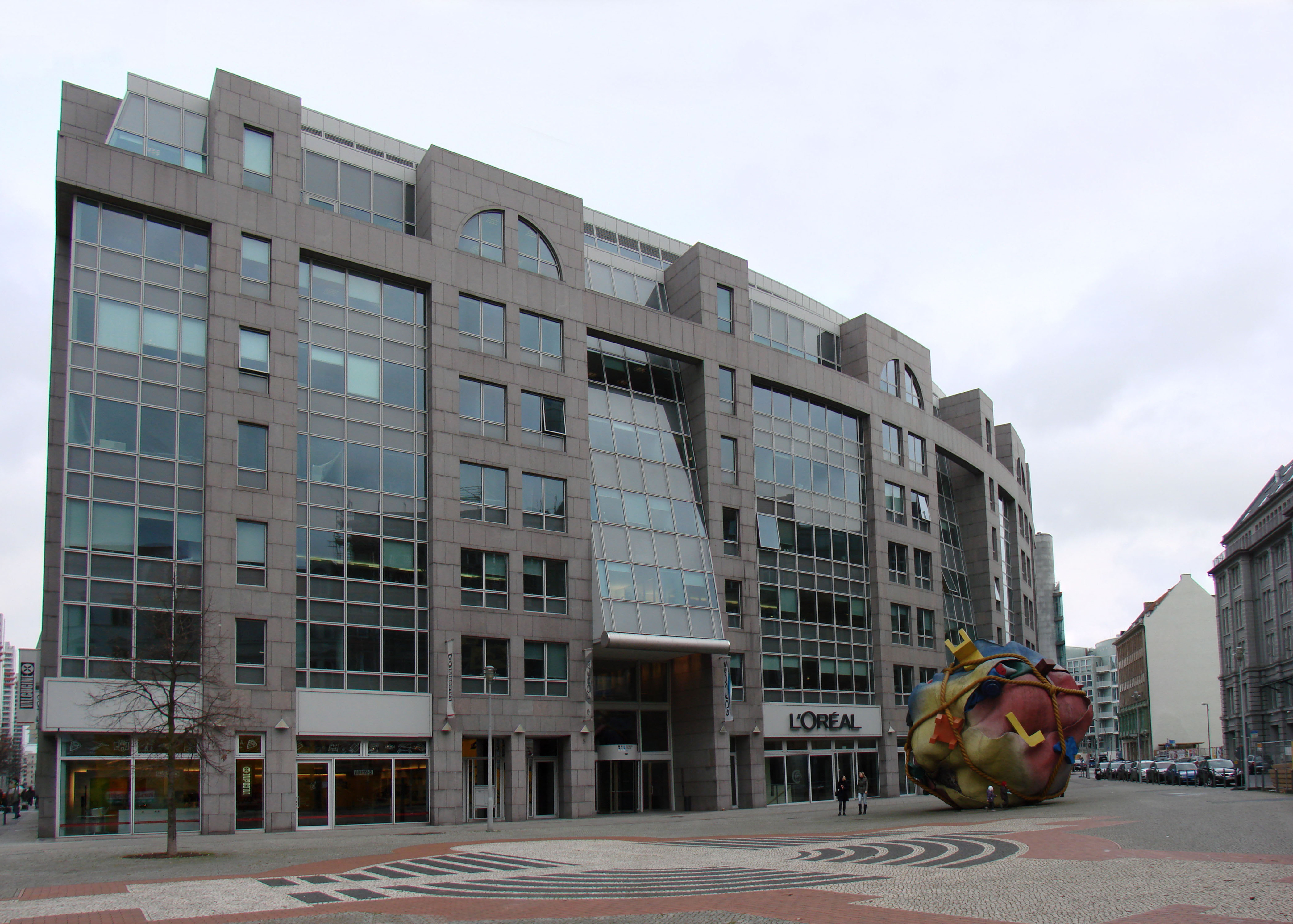
Philip-Johnson-Haus: rückseitige Fassade am Bethlehemkirchplatz, darauf die Skulptur Houseball

Das Philip-Johnson-Haus ist ein 1997 auf dem Gelände des ehemaligen Grenzübergangs „Checkpoint Charlie“ an der Friedrichstraße 200 im Berliner Ortsteil Mitte fertiggestelltes Bürogebäude. Es ist nach dem New Yorker Architekten Philip Johnson benannt, der es entwarf und zusammen mit dem Berliner Architekturbüro Pysall, Stahrenberg und Partner errichtete. Das Haus war eines der letzten Projekte Johnsons, einem wichtigen Vertreter des International Style und der Postmoderne, und ist Teil des mit fünf Gebäuden geplanten American Business Centers.

## Lage
Das freistehende Philip-Johnson-Haus wird von der Friedrich-, der Schützen-, der Mauer- und der Krausenstraße umgeben. Zwischen dem Gebäude und der Mauerstraße befindet sich der kleine Bethlehemkirchplatz, benannt nach der 1943 zerstörten Bethlehemskirche. Auf ihm steht die Skulptur Houseball von Claes Oldenburg und Coosje van Bruggen, die über Zwischenstationen in Bonn und Rostock hierher gelangte. Diese kugelförmige Pop-Art-Skulptur stellt einen Hausstand aus Möbeln und anderen Dingen dar, der zu einem Bündel gebunden ist.
Vor dem Zweiten Weltkrieg befanden sich auf dem Gelände zwischen der Bethlehemskirche und der Friedrichstraße (Block 106 der Friedrichstraße) Wohn- und Geschäftshäuser. In einem dieser Häuser fertigte der Metzger Loewenthal 1889 die ersten Bockwürste für den Wirt Roland Scholz. Im Krieg wurden die Gebäude durch alliierte Luftangriffe stark beschädigt und später abgerissen. Bis zur deutschen Wiedervereinigung lag das Gelände und seine Umgebung in unmittelbarer Nähe zur Berliner Mauer in Ost-Berlin. Teile der Anlagen zur Grenzkontrolle am Checkpoint Charlie befanden sich hier. Nach dem Abriss der Grenzanlage 1990/1991 lag das Gelände brach.

## Geschichte
Der amerikanische Milliardär Ronald Lauder entwickelte mit seinem Partner Mark Palmer, dem ehemaligen Botschafter der Vereinigten Staaten in Ungarn, die Idee eines amerikanischen Geschäftszentrums in Berlin, in das hunderte amerikanische Firmen einziehen und 3500 Arbeitsplätze entstehen sollten. Als Standort wählten sie die Grundstücke am ehemaligen „Checkpoint Charlie“. Während eines Festaktes zum Projektstart am 2. Oktober 1992 bezeichnete Berlins damaliger Regierender Bürgermeister Eberhard Diepgen das Projekt als „wichtiges Signal der Hoffnung und Zuversicht“. Nach längeren Verhandlungen mit den Nachkommen von jüdischen Alteigentümern der Grundstücke aus New York begannen die Bauarbeiten 1994.
Geplant waren fünf Bürogebäude in den Blöcken 105, 106, 200, 201a und 201b. Insgesamt sollten 160.000 m² Bruttogeschossfläche entstehen. Für jedes Gebäude zeichnete ein anderes Architektenteam verantwortlich, das bis auf Johnson, den Lauder direkt beauftragte, in vier beschränkten Architekturwettbewerben 1992 ermittelt wurden. Der Amerikaner David Childs von SOM gewann den Wettbewerb für Block 200. Die anderen drei Aufträge gingen an Architektenteams aus Berlin, München und Frankfurt. Philip Johnson hatte 1993 sein Büro in New York verkleinert und war 87 Jahre alt. Während der Weimarer Republik hatte er etwa drei Jahre in Berlin verbracht und mit der Kunsthalle Bielefeld vorher schon in Deutschland gearbeitet.
Von den fünf Entwürfen des Business Centers wurden nur drei umgesetzt. Die Blöcke 105 und 200 blieben unbebaut; auf Block 105 stand 2004 das umstrittene Freiheitsmahnmal der Arbeitsgemeinschaft 13. August. Nach der Fertigstellung des Gebäudes im Jahr 1997 zogen unter anderem die Botschaften Irlands, Singapurs und zeitweise auch Australiens ein, die inzwischen allerdings alle wieder ausgezogen sind. Weitere Flächen werden von unterschiedlichen Unternehmen genutzt. Dazu gehört der Autovermieter Rent-A-Car.
Die Allianz Real Estate Germany erwarb 2011 das Büro- und Geschäftshaus.

## Gestaltung

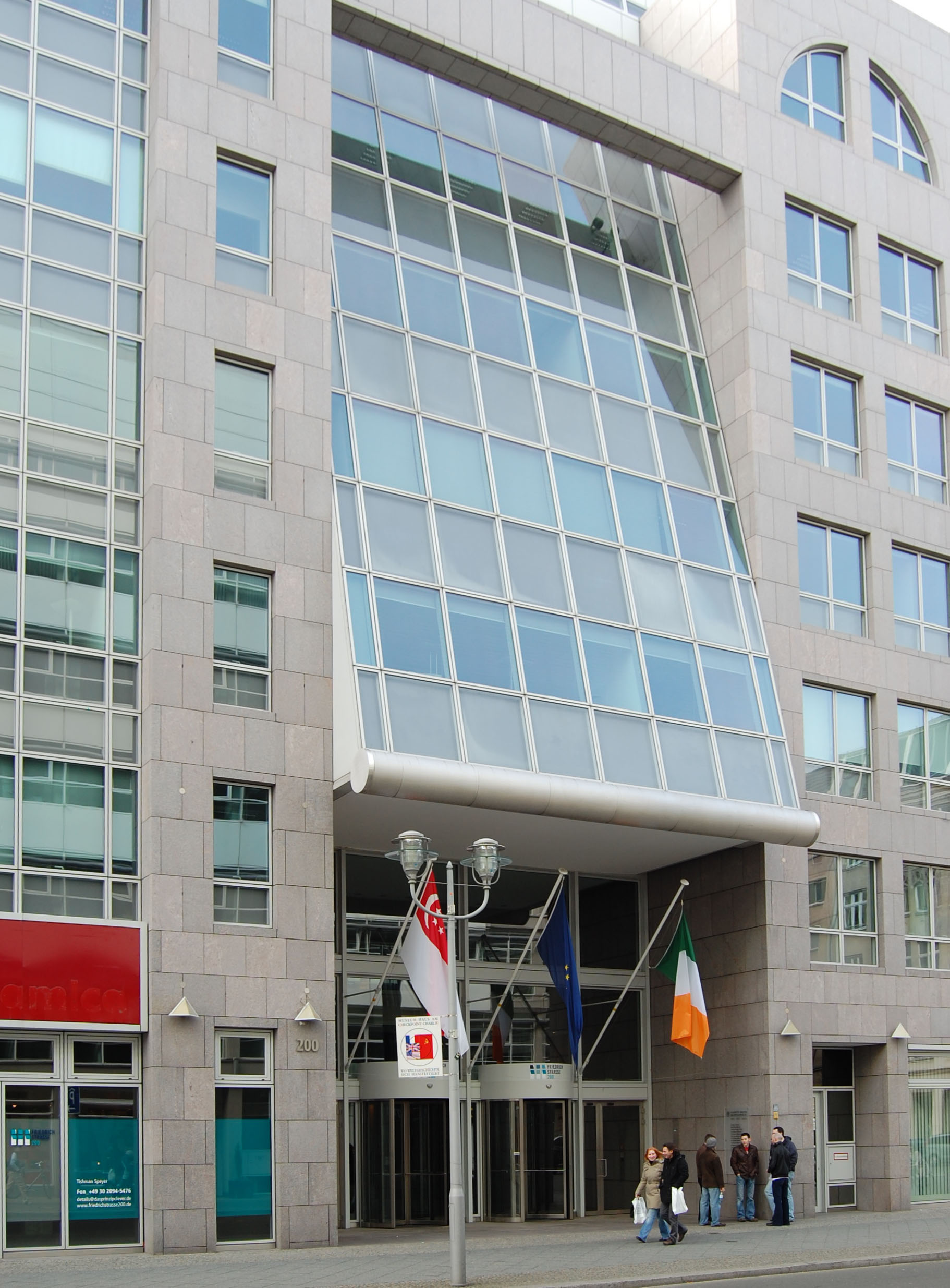
Philip-Johnson-Haus: Eingang an der Friedrichstraße mit den Flaggen der im Jahr 2008 ansässigen Botschaften

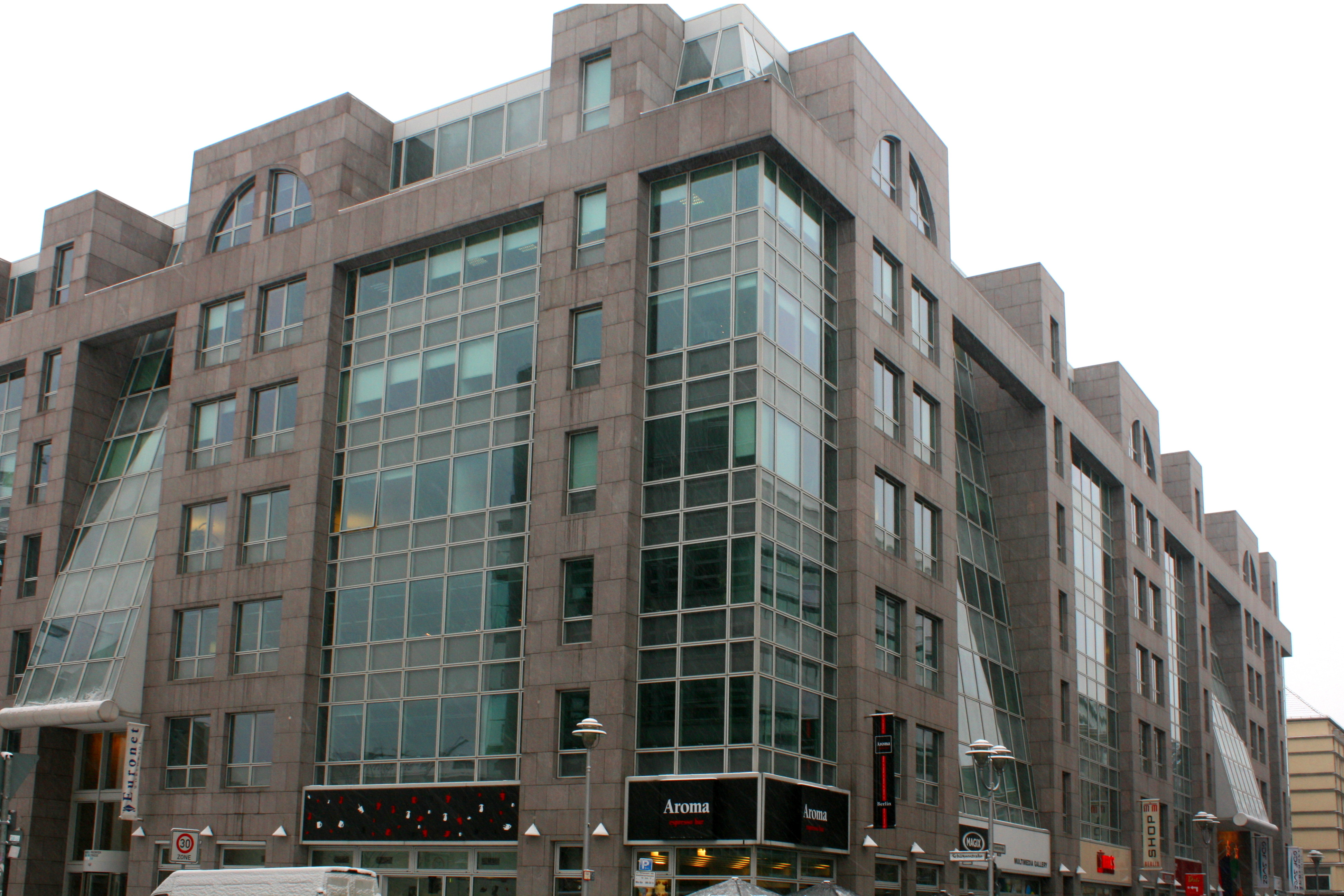
Philip-Johnson-Haus: Ecke zwischen Friedrich- und Schützenstraße

Das Haus hat acht Ober- und drei Untergeschosse mit einer Bruttogeschossfläche von rund 38.000 m². Risalitartige natursteinverkleidete Baukörper bilden ein turmartiges Ensemble, das durch Glaszwischenbauten verbunden ist. Mit den aus der Vertikalen gekippten Curtain Walls über den Eingängen artikuliert sich „Johnson’s Rebellion gegen das Erwartbare“. Die Berliner Traufhöhe wird durch ein Gesimsband in 22,90 Meter Höhe akzentuiert. Parallel zum Gesimsband läuft über dem Erdgeschoss ein weißes Metallband um, auf dem die Namen der Geschäfte angebracht sind. Im Erdgeschoss führen Passagen kreuzförmig von allen Gebäudeseiten in das zentrale, dreigeschossige Atrium, das in zwölf Meter Höhe glasüberdacht ist und an Heinrich Tessenows Stadtbad in Berlin-Mitte 1930 erinnert. Rund zehn Zentimeter hinter den zurückgesetzten Fenstern sind grau-oliv beschichtete Aluminiumbleche montiert, die den Blick unter die Schreibtische verhindern sollen.
Über dem Gebäudesockel, der auf 3.000 m² Fläche öffentliche Nutzungen wie beispielsweise Ladengeschäfte beherbergt, liegen sieben Obergeschosse mit weiteren 18.000 m² vermietbarer Fläche. Die darin befindlichen Büronutzungen sind als Zweibünder angelegt und umschließen zwei Innenhöfe. Das oberste Geschoss ist aus städtebaulichen Gründen zurückversetzt und bietet so eine umlaufende Terrasse vor den Büros. Zu den Innenhöfen ist das oberste Stockwerk nicht zurückgesetzt. Die Risalite bilden oberhalb der Traufhöhe Gauben. Außen, im Atrium und in den Eingangsbereichen, sind die Wände mit grau-lila geflämmten Granit verkleidet, der nach dem Zuschnitt mit einer 900 °C heißen Flamme behandelt wurde.
Die Stockwerke werden über sieben Treppenhäuser und drei Aufzugsanlagen mit je zwei Fahrkörben erschlossen.

## Rezeption

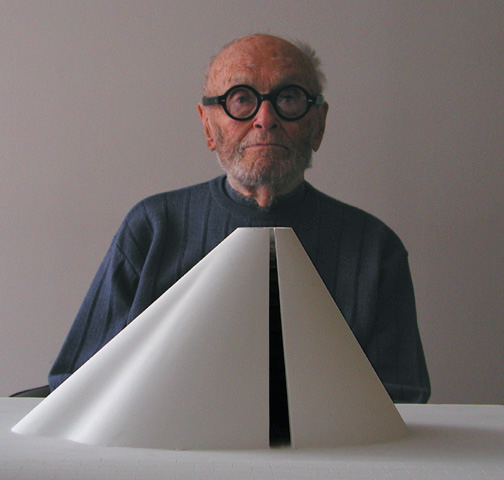
Philip Johnson fünf Jahre nach Fertigstellung des Gebäudes im Jahr 2002

Das Design des Gebäudes konnte die Kritiker in der Berliner Architekturszene nicht überzeugen und die in es gesetzten Hoffnung, die durch die Marketingabteilung der Investoren noch gesteigert wurden, nicht erfüllen. Franz Schulze bezeichnete den Entwurf als „Durchschnittsarbeit mit modernem Einschlag“, der „wohl kaum als nobles Werk gelten“ kann. „Dem dekonstruktivistisch orientierten und von Gehry beeinflußten Stil, der in letzter Zeit [Johnsons] Phantasie beschäftigt hatte, war diese Arbeit erst recht fremd.“ Falk Jaeger schrieb 1999 „der Bau hat auch nichts Originäres, Kraftvolles, Eigenständiges, wie von Johnson eigentlich erwartet wurde“ und schließt seinen Bericht mit der Feststellung: „das Haus [ist] ein Abbild seiner amerikanischen Herren: professionell geführt, höchst effektiv, technisch innovativ, doch sterbenslangweilig und wenig stilsicher im Outfit.“ In einer anderen – eher postmodernen – Lesart kann das Gebäude als Superimposition eines steinernen Käfigs über einem gerasterten Glaskubus betrachtet werden.
Nach negativen Kritiken machte Johnson, der oft selbst Kritik an den Arbeiten anderer Architekten übte – eine 1993 veröffentlichte Dokumentation der BBC bezeichnete ihn als „Paten“ der amerikanischen Architektur und stellte ihn als einen „berechnenden und manipulierenden Drahtzieher“ dar – die Berliner Stadtplanung und die Bauauflagen des Berliner Senats verantwortlich. Dies bekräftigte er in einer Rede im Renaissance-Theater am 13. Juni 1993. Darin kritisierte er Stadtplanungen im Allgemeinen und die von Berlin im Speziellen, die durch die von Senatsbaudirektor Hans Stimmann geprägte kritische Rekonstruktion gekennzeichnet war und ihn wie alle anderen Architekten bei der Gestaltung des Hauses in der Friedrichstraße eingeschränkt habe. Johnson propagierte dagegen einen anderen Umgang mit der Stadtplanung, die seiner Ansicht nach auf Ideen von Karl Friedrich Schinkel zurückginge. Am Ende der Rede präsentierte er einen zweiten Entwurf für den Bau in der Friedrichstraße: Eine an ineinander verschlungene Eisberge erinnernde Würfelformation im Stil des Dekonstruktivismus. Seine Berliner Partner teilten die Kritik Johnsons nicht.

## Finanzierung
Zu Beginn des Projektes war Lauder der Hauptinvestor, der aber nach Komplikationen beim Bau und der Kalkulation im September 1997 ausstieg. Die Kalkulation ging von einem Vermietungsstand und Mietpreisen aus, die auf dem Berliner Immobilien-Markt – es standen etwa 1,5 Millionen Quadratmeter Bürofläche leer – nur schwer zu erzielen waren. Bilanzierungstricks führten zu einer weiteren Verschlechterung der Lage zehn Jahre nach der Eröffnung. Der nach dem Ausstieg Lauders für das Gebäude gegründete Immobilienfonds ging 2005 in Insolvenz. Davon waren die Einlagen von 1900 Investoren betroffen. 2006 kaufte die amerikanische Investmentfirma Tishman Speyer Properties das Haus.
Lauders früherer Partner Mark Palmer, der das Projekt 1996 verließ, machte die Bundesregierung mit ihrem schleppenden Regierungsumzug in den 1990er Jahren für die Pleiten mitverantwortlich.